# Morone americana
Cá rô trắng (Danh pháp khoa học: Morone americana) là một loài cá trong họ Moronidae thuộc bộ cá vược Perciformes. Dù có tên gọi là cá rô, nhưng nó không phải là một loài cá rô thực thụ trong họ Percidae mà là một loài cá vược trong nhóm cá vược ôn đới (Temperate bass). Cá rô trắng cũng là một loài cá câu thể thao khá phổ biến ở Bắc Mỹ. 

## Phân bố
Mặc dù chúng ưa thích môi trường nước mặn nhưng cá rô trắng cũng được tìm thấy ở những vùng nước ngọt và vùng bờ biển từ sông St. Lawrence và hồ Ontario và phía nam của sông Pee Dee ở Nam Carolina và vùng viễn đông của Nova Scotia. Chúng cũng còn được tìm thấy trong vùng hạ của Hồ Lớn (Great Lakes) hồ Finger, Long Island Sound và những khu vực tương cận vùng bờ biển cũng như hệ thống sông Hudson và sông Mohawk và ở vịnh Delaware và vịnh Chesapeake.

## Đặc điểm
Về tổng thể chúng có mà bạc trắng giống như cái tên gọi của chúng, vây tia của chúng phát triển phụ thuộc vào tập tính. Cá rô trắng được báo cáo là phát triển về chiều dài lên đến 49,5 cm và nặng đến 2,2 kg. Chúng có thịt ngon, khi còn là thịt sống thì chúng có màu hơi hồng hường (pinkish hue) nhưng khi nấu chín thì thịt chúng chuyển màu trắng. Cá rô trắng được biết đến là ăn trứng của nhiều loài bản địa của Hồ Lớn chẳng hạn như cá Walleye và các loài cá rô khác
Sở thích ăn trứng cá của nó đáng kể đến mức mà từng ghi nhận có những thời điểm, trứng cá chếm gần như 100% thực đơn của chúng, chúng cũng chén luôn cả những con cá tuế nhỏ như cá tuế bùn và cá tuế đầu bẹt. Ở vịnh Chesapeake, cá rô trắng được biết đến là thường săn những con mồi như tép cỏ, ốc móng tay và các loài trùng Glycera. Cá rô trắng là loài mắn đẻ, con cá cái có thể đẻ đến 150.000 trứng, trứng sẽ nở sau một tuần.